# متعهد (آلبوم کارلی ری جپسن)
متعهد (به انگلیسی: Dedicated) چهارمین آلبوم استودیویی از خوانندهٔ کانادایی کارلی ری جپسن می‌باشد که در ۱۷ مهٔ سال ۲۰۱۹ از سوی ۶۰۴ رکوردز در کانادا و توسط اسکول‌بوی و اینترسکوپ رکوردز در ایالات متحده منتشر گردید. جپسن به‌منظور حمایت از این آلبوم تور متعهد را را آغاز نمود که در اروپا، آمریکای شمالی و آسیا برگزار شد. یک آلبوم جانبی تحت عنوان متعهد ساید بی که حاوی ترانه‌های حذف‌شده از آلبوم اصلی بود، یک سال پس از انتشار آلبوم اصلی، در ۲۱ مهٔ سال ۲۰۲۰ منتشر گردید.